# فريدريك ستيوارت (سياسي)
فريدريك ستيوارت (بالإنجليزية: Frederick Stuart)‏ هو سياسي أسترالي، ولد في 1879، وتوفي في 18 فبراير 1954. انتخب عضو الجمعية التشريعية نيو ساوث ويلز.